# (619) Triberga

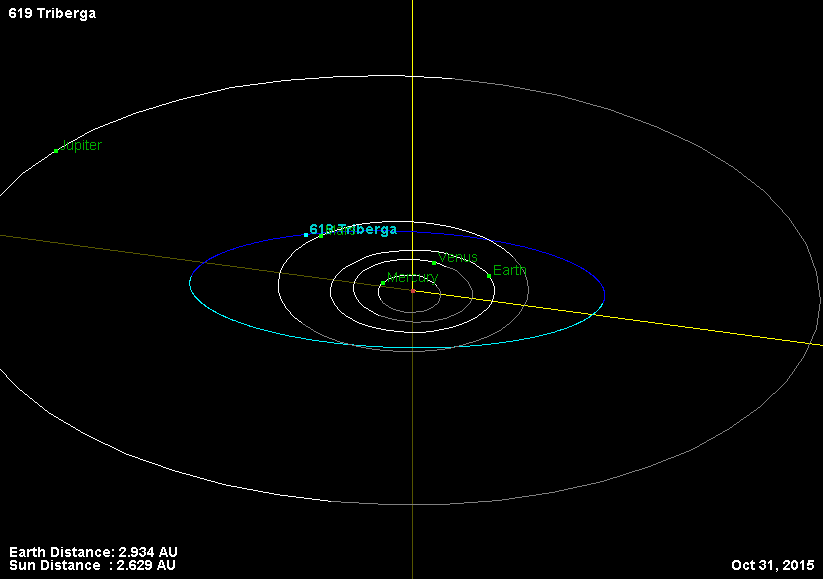
Orbite de l'astéroïde (619) Triberga

(619) Triberga est un astéroïde de la ceinture principale découvert par August Kopff le 22 octobre 1906.
Il a été ainsi baptisé en référence à la ville allemande de Triberg.